# В зоне риска
«В зоне риска» — песня украинской певицы Светланы Лободы, выпущенная 6 сентября 2019 года в качестве сингла лейбле Sony Music Entertainment. Автором песни является Денис Ковальский.

## Предыстория и релиз
В июне 2019 года, на одном из летних концертов в Нижнем Новгороде, Лобода внезапно исполнила новинку — песню «В зоне риска». Официально представила представила трек накануне релиза, на концерте в Вильнюсе.
Песня была выпущена 6 сентября 2019 года. Она смогла достичь 40-го места в чарте России.
Позже песня вошла в мини-альбом Лободы Sold Out 2019 года.

## Музыкальное видео
Официального видеоклипа на песню не последовало, однако было опубликовано лирик-видео. В кадре исполнительница появляется в купальнике, размахивая лампочкой на проводе.

## Отзывы критиков
Музыкальный критик Гуру Кен отметил, что песня представляет собой бессвязный набор фраз с рефреном «в зоне риска».

## Чарты

### Еженедельные чарты
| Чарт (2019)                                       | Высшая позиция |
| ------------------------------------------------- | -------------- |
| Москва (Tophit — Радиохиты недели)                | 78             |
| Россия (TopHit — Радиохиты недели)                | 40             |
| Россия (TopHit — Хиты радио и интернета)          | 48             |
| СНГ (TopHit — Радиохиты недели)                   | 39             |
| Украина (TopHit — Радиохиты недели)               | 84             |
| Украина (TopHit — Хиты радио и интернета)         | 94             |
| Украина (TopHit — Лучшие клипы YouTube за неделю) | 47             |

### Ежемесячные чарты
| Чарт (2019)                        | Высшая позиция |
| ---------------------------------- | -------------- |
| Россия (TopHit — Радиохиты месяца) | 46             |
| СНГ (TopHit — Радиохиты месяца)    | 43             |

## История релиза
| Регион | Дата            | Формат                      | Лейбл                    | Прим.  |
| ------ | --------------- | --------------------------- | ------------------------ | ------ |
| Мир    | 6 сентября 2019 | Цифровая загрузка, стриминг | Sony Music Entertainment | [ 16 ] |
| СНГ    | 6 сентября 2019 | Радиоротация                | Sony Music Entertainment | [ 10 ] |